# الثاقب في المناقب (كتاب)
الثاقب في المناقب هو كتاب عن معجزات النبي محمد والأنبياء الآخرين وأئمة الشيعة. وقد ألف الكتاب ابن حمزة الطوسي المعروف بعماد الدين الطوسي، وهو فقيه إمامي، في السنة السادسة من الهجرة.

## المحتوى
يحتوي الكتاب على خمسة عشر فصلًا. يركز الفصل الأول على معجزات النبي محمد، في حين تتناول الفصول التالية معجزات علي وفاطمة والحسن.
يركز النص فقط على المعجزات والكرامات، وليس على سيرة الشخصيات. ومن بين المعجزات التي وردت في الحديث: التحدث مع الحيوانات، ومعرفة الأشياء الغائبة.